# Màrius Carol
Màrius Carol Pañella (Barcelona, 1953) es un periodista y escritor español. Desde diciembre de 2013 hasta 2020 fue director del diario La Vanguardia, en sustitución de José Antich.

## Biografía
Es licenciado en Filosofía y Letras y Periodismo. Ha formado parte de las redacciones de El Noticiero Universal, El Correo Catalán, El Periódico de Catalunya, El País y La Vanguardia. Fue director de comunicación del Grupo Godó y columnista habitual de La Vanguardia. Colabora en algunos programas de radio en Catalunya Ràdio, RAC 1 y Onda Cero, y en programas de televisión com El Club de TV3 o Ruedo Ibérico de Antena 3.[cita requerida] También ha presentado algunos programas de divulgación histórica en TV3, como "Classificació ACR" o "Nexes".[cita requerida] Es un especialista en temas relacionados con la Casa Real Española.[cita requerida]
Ha publicado numerosos libros como Contra Periodistas, Tipos de interés o Catalans o "polacos". Ha escrito algunas monografías sobre Salvador Dalí como Dalí, el final oculto de un exhibicionista o L'enigma Dalí. Ha publicado las novelas Les seduccions de Júlia, con la que ganó el Premio Ramon Llull de novela en 2002 y Condición de príncipe en 2004.
Màrius Carol coordina el proyecto del Museo de la Prensa de Cataluña, conjuntamente con Antoni Dalmau y Josep Caminal, que está previsto que se ubique en un futuro en el edificio de la Igualadina Cotonera (Igualada).

## Obras

### Novela
- La conjura contra el gurmet
- 2002 Les seduccions de Júlia
- 2003 El segrest del rei
- 2006 Una vetllada a l'Excelsior
- 2014 Un estiu a l'Empordà

### Ensayos
- Contra periodistas
- Tipos de interés
- 1999 A la sombra del Rey
- 2000 Las anécdotas de don Juan Carlos
- 2004 Condición de príncipe
- El Barça, una passió sense fronteres
- Barcelona, de bat a bat
- Catalans o "polacos"
- Barcelona, ciutat de sensacions
- Dalí, el final oculto de un exhibicionista
- L'enigma Dalí
- 2012 Un té en el Savoy

## Premios
- 2002 Premio Ramon Llull de novela por Les seduccions de Júlia
- 2004 Premio Así Fue por L'enigma Dalí
- 2009 Premio Prudenci Bertrana por 'L'home dels pijames de seda

| Predecesor: Baltasar Porcel | Premio Ramon Llull de novela 2002 | Sucesor: Gemma Lienas |